# Mohamed Ihattaren
Mohamed Amine Ihattaren (Utrecht, 12 februari 2002) is een Nederlands-Marokkaanse voetballer die doorgaans als aanvallende middenvelder speelt. Bij Fortuna Sittard tekende hij in augustus 2025 een contract tot het einde van het seizoen.  Hij speelde in de jeugd van PSV en maakte voor deze ploeg op zestienjarige leeftijd zijn debuut in de Eredivisie. Vervolgens kwam hij uit voor AFC Ajax en RKC Waalwijk.

## Biografie
Ihattaren groeide op in de Utrechtse wijk Kanaleneiland. Hij is van Riffijns-Marokkaanse origine. Zijn ouders komen oorspronkelijk uit Rouadi, een stadje gelegen in de Rifstreek in het noorden van Marokko. De vader van Ihattaren, Mostapha, overleed toen Ihattaren zeventien jaar was na langdurige ziekte.

## Clubcarrière

### PSV
Ihattaren begon met voetballen bij SV Houten in de provincie Utrecht. Hij werd in 2010 opgenomen in de jeugdopleiding van PSV. Na het doorlopen van alle jeugdelftallen vanaf de F-pupillen maakte hij op 11 januari 2019 zijn officieuze debuut in het eerste elftal, in een met 2–1 gewonnen oefenwedstrijd tegen Club Brugge. Hij kwam die dag in het veld als vervanger van Érick Gutiérrez.
Ihattaren behoorde op 20 januari 2019 voor het eerst tot de wedstrijdselectie van PSV, tijdens een wedstrijd in de Eredivisie uit tegen FC Emmen. Hij maakte op 26 januari 2019 op zestienjarige leeftijd zijn daadwerkelijke profdebuut voor PSV. Coach Mark van Bommel bracht hem die dag in de laatste minuut in het veld voor Gastón Pereiro in een met 2-1 gewonnen competitiewedstrijd thuis tegen FC Groningen. Ihattaren werd daarmee de eerste voetballer uit eigen jeugd die eerder debuteerde voor het eerste team dan voor Jong PSV sinds dat team toetrad tot de Eerste divisie. Daarnaast werd hij de op drie na jongste debutant in het eerste van PSV ooit, achter achtereenvolgens Stanley Bish, Wilfred Bouma en Willy Janssen. Ihattaren speelde vier keer in de hoofdmacht voor hij op 22 februari 2019 debuteerde in Jong PSV, in een competitiewedstrijd thuis tegen Roda JC Kerkrade (2–2). In die wedstrijd maakte hij zijn eerste doelpunt bij de senioren, de 1–1.
Ihattaren had inmiddels acht wedstrijden in het eerste elftal achter zijn naam staan toen Van Bommel hem in maart 2019 definitief overhevelde naar de selectie van de Eindhovense hoofdmacht. Hier ging hij concurreren voor een plek als aanvallende middenvelder met Gastón Pereiro en Érick Gutiérrez. Ihattaren maakte op 18 augustus 2019 zijn eerste doelpunt voor de hoofdmacht van PSV. Hij schoot die dag de 0–2 binnen in een met diezelfde cijfers gewonnen wedstrijd in de Eredivisie uit bij Heracles Almelo. Zijn eerste doelpunt in Europees verband volgde vier dagen later. Hij schoot PSV toen op 1–0 in een met 3–0 gewonnen kwalificatiewedstrijd voor de Europa League, thuis tegen Apollon Limasol. Ihattaren maakte op 7 december 2019 zijn tweede treffer in de Eredivisie. Hij maakte de 4–0 in een met 5–0 gewonnen competitiewedstrijd tegen Fortuna Sittard. Hij scoorde uit een penalty in de 52e minuut en droeg die op aan zijn twee maanden daarvoor overleden vader. Het benutten van deze strafschop maakte Ihattaren de jongste speler ooit die een penalty benutte in de Eredivisie (17 jaar en 298 dagen). Hij verbrak het record van Ronald Koeman, die ten tijde van zijn eerste succesvolle strafschop 17 jaar en 325 dagen was. Ihattaren werd in het seizoen 2019/20 basisspeler in de hoofdmacht van PSV.
In de eerste helft van seizoen 2020/21 was Ihattaren onder nieuwe trainer Roger Schmidt niet langer zeker van een basisplaats. Pas in december kwam hij uit een lange vormdip. Dit loste echter nog niet alle problemen op. Eind februari was er discussie over de instelling van Ihattaren.
Op 24 april 2021 speelde Ihattaren zijn laatste officiële wedstrijd voor PSV. Tegen Groningen viel hij in voor Mario Götze en speelde zeven minuten.

### Juventus en verhuur aan Sampdoria
In augustus 2021 tekende Ihattaren een vierjarig contract bij Juventus, dat hem direct verhuurde aan Sampdoria. PSV ontving een transferbedrag van twee miljoen euro. Half oktober 2021 reisde hij naar Nederland omdat zijn moeder ziek was. Sindsdien kwam hij niet meer opdagen bij de club. Volgens Ihattaren zou Sampdoria nauwelijks naar hem om hebben gekeken, maar de club ontkende dit.

### Verhuur aan Ajax
Ihattaren keerde terug naar Juventus en werd op 30 januari 2022 voor de rest van het kalenderjaar verhuurd aan Ajax, dat daarbij een koopoptie van twee miljoen bedong. Hij sloot eerst aan bij Jong Ajax om te werken aan zijn fitheid, wat geruime tijd in beslag nam. Op 1 april 2022 debuteerde Ihattaren voor Jong Ajax in een wedstrijd tegen NAC Breda. Op 17 april debuteerde hij in het eerste van Ajax, als invaller in de verloren finale van de KNVB Beker tegen PSV. In het seizoen 2021/22 werd Ihattaren landskampioen met Ajax.
De voorbereiding van seizoen 2022/23 verliep niet goed doordat Ihattaren een periode afwezig was. Ook in het begin van de competitie ontbrak hij om onduidelijke redenen. Persoonlijke begeleiding door Gerald Vanenburg bracht niet de oplossing. Hij kreeg vooralsnog geen rugnummer en werd niet ingeschreven voor de Champions League. Op 31 oktober 2022 maakte de club bekend dat de koopoptie niet gelicht wordt. Hierdoor keerde hij per januari 2023 terug bij Juventus.

### Terugkeer bij Juventus
Eind juli 2023 werd het nog twee jaar doorlopende contract van Ihattaren bij Juventus ontbonden.

### Samsunspor
Kort na het ontbinden van zijn contract bij Juventus leek Ihattaren een vierjarig contract bij het Turkse Samsunspor te tekenen. Op 3 augustus 2023 besloot deze club toch niet met hem in zee te gaan, nadat Ihattaren aanvullende eisen zou hebben gesteld.

### Slavia Praag
Op 4 december 2023 maakte Slavia Praag in de avond bekend Ihattaren een (prestatie)contract heeft getekend tot medio 2024. Dit contract werd op 31 maart 2024 in onderling overleg per direct ontbonden. Ihattaren speelde geen enkele officiële wedstrijd voor Slavia Praag en trainde vanaf begin februari mee met het tweede elftal van de club.

### RKC Waalwijk
Op 19 september 2024 bevestigde RKC Waalwijk dat Ihattaren een contract had getekend bij de club voor een jaar, met een optie voor nog een seizoen. op 29 november 2024 scoorde Ihattaren zijn eerste doelpunt voor RKC Waalwijk in een competitiewedstrijd tegen SC Heerenveen vanaf de penaltystip in de 91e minuut, de wedstrijd eindigde in 1-1. Ihattaren speelde dit seizoen 27 wedstrijden, scoorde 4 keer en gaf evenveel assists. RKC degradeerde naar de Eerste Divisie aan het einde van het seizoen.

## Clubstatistieken

### Beloften
| Seizoen        | Club           | Competitie     | Competitie | Competitie |
| Seizoen        | Club           | Competitie     | Wed.       | Dlp.       |
| -------------- | -------------- | -------------- | ---------- | ---------- |
| 2018/19        | Jong PSV       | Eerste divisie | 2          | 1          |
| 2019/20        | Jong PSV       | Eerste divisie | 1          | 2          |
| 2021/22        | → Jong Ajax    | Eerste divisie | 5          | 4          |
| 2022/23        | → Jong Ajax    | Eerste divisie | 0          | 0          |
| Carrièretotaal | Carrièretotaal | Carrièretotaal | 8          | 7          |

Bijgewerkt op 30 november 2024.

### Senioren
| Seizoen        | Club            | Competitie     | Competitie | Competitie | Beker | Beker | Internationaal | Internationaal | Totaal | Totaal |
| Seizoen        | Club            | Competitie     | Wed.       | Dlp.       | Wed.  | Dlp.  | Wed.           | Dlp.           | Wed.   | Dlp.   |
| -------------- | --------------- | -------------- | ---------- | ---------- | ----- | ----- | -------------- | -------------- | ------ | ------ |
| 2018/19        | PSV             | Eredivisie     | 12         | 0          | 0     | 0     | –              | –              | 12     | 0      |
| 2019/20        | PSV             | Eredivisie     | 22         | 3          | 2     | 1     | 9              | 3              | 33     | 7      |
| 2020/21        | PSV             | Eredivisie     | 22         | 3          | 3     | 0     | 4              | 0              | 29     | 3      |
| 2021/22        | Juventus        | Serie A        | 0          | 0          | 0     | 0     | –              | –              | 0      | 0      |
| 2021/22        | → Sampdoria     | Serie A        | 0          | 0          | 0     | 0     | –              | –              | 0      | 0      |
| 2021/22        | → Ajax          | Eredivisie     | 0          | 0          | 1     | 0     | –              | –              | 1      | 0      |
| 2022/23        | → Ajax          | Eredivisie     | 0          | 0          | 0     | 0     | –              | –              | 0      | 0      |
| 2023/24        | Slavia Praag    | Fortuna Liga   | 0          | 0          | 0     | 0     | –              | –              | 0      | 0      |
| 2024/25        | RKC Waalwijk    | Eredivisie     | 24         | 4          | 3     | 0     | –              | –              | 27     | 4      |
| 2025/26        | Fortuna Sittard | Eredivisie     | 1          | 0          | 0     | 0     | –              | –              | 1      | 0      |
| Carrièretotaal | Carrièretotaal  | Carrièretotaal | 81         | 10         | 9     | 1     | 13             | 3              | 103    | 14     |

Bijgewerkt t/m 17 augustus 2025.

## Interlandcarrière
Ihattaren maakte deel uit van Nederland –15 en Nederland –16 en won met Nederland –17 het UEFA EK onder 17. Hij was tijdens dat toernooi basisspeler in vijf van de zes gespeelde wedstrijden. Ihattaren debuteerde later dat jaar in Nederland –19. Omdat hij ook een Marokkaans paspoort heeft, kon hij kiezen of hij zich voor het Marokkaans of het Nederlands voetbalelftal beschikbaar wilde stellen. Ihattaren maakte in november 2019 bekend voor Nederland te kiezen. Een eerste optreden voor Jong Oranje of het Nederlands elftal liet vervolgens op zich wachten. Zo werd Ihattaren in maart 2021 niet opgeroepen voor het EK dat Jong Oranje later dat jaar zou spelen.
Op 14 juni 2025 maakte Ihattaren bekend voor voor het nationale elftal van Marokko te kiezen.

## Erelijst
| Competitie       |        |         |      |      |
| Competitie       | Aantal | Jaren   |      |      |
| Ajax             | Ajax   | Ajax    | Ajax | Ajax |
| ---------------- | ------ | ------- | ---- | ---- |
| Eredivisie       | 1x     | 2021/22 |      |      |
| Nederland –17    |        |         |      |      |
| UEFA EK onder 17 | 1x     | 2018    |      |      |

## Trivia
- Ihattarens achternaam betekent 'de oplettenden' in het Berbers.[23]